# Trepanado

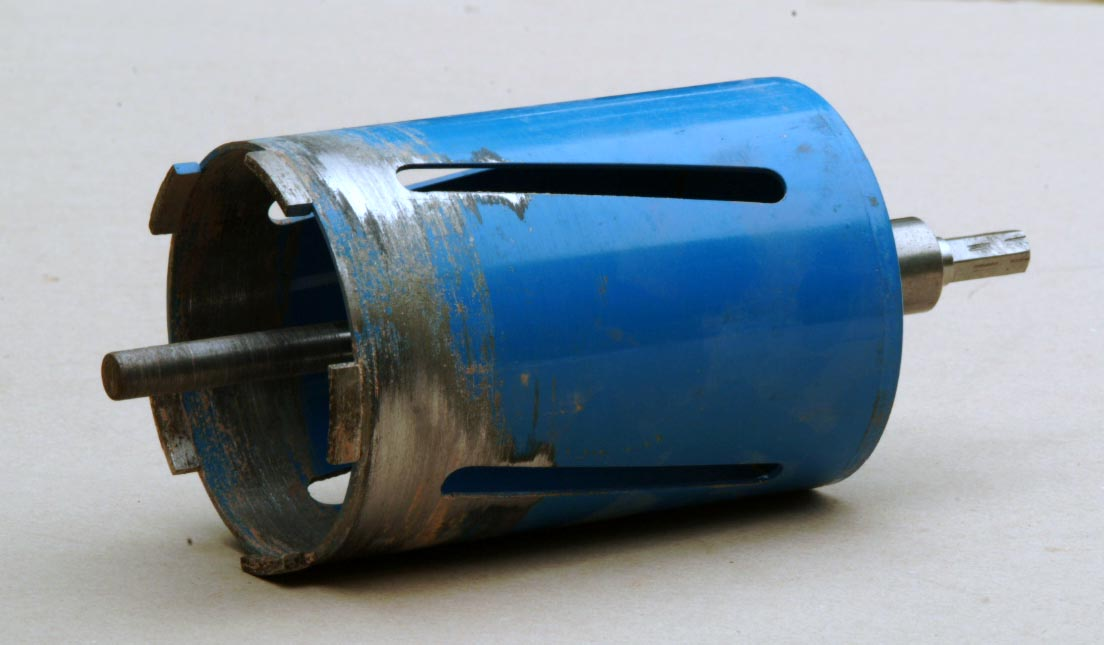
Broca trepanadora de 115 mm de diámetro para corte en materiales como piedra, ladrillo o cemento.

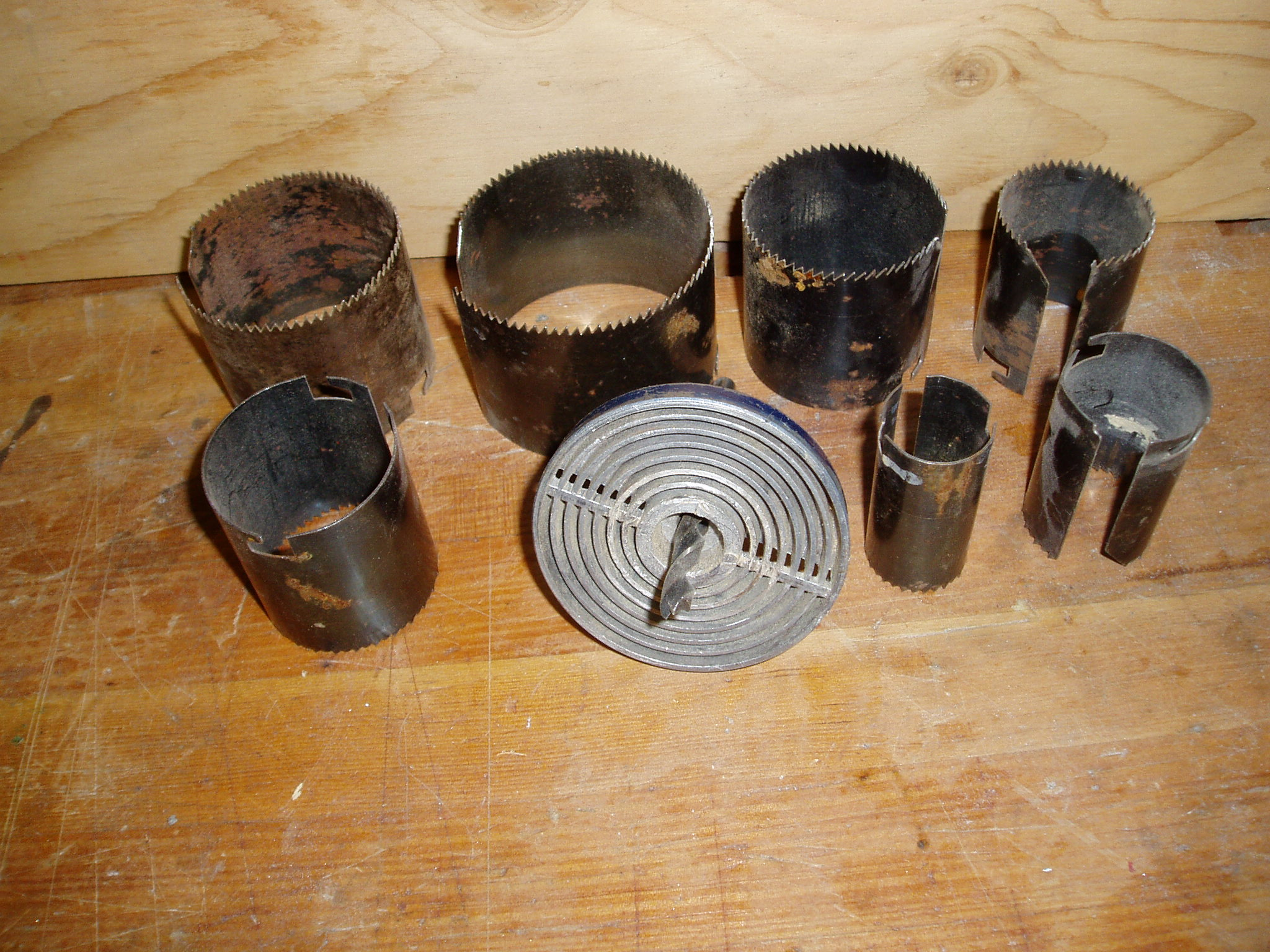
Portaherramientas y hojas dentadas intercambiables para trepanado en madera.

El trepanado es una operación de mecanizado para recortar una ranura anular con una herramienta de corte rotativa, mediante el cual se pueden horadar placas planas obteniendo piezas con forma de disco o hacer ranuras circulares para juntas tóricas. A diferencia del taladrado, en el que se transforma en virutas todo el material del agujero, en el trepanado únicamente se mecaniza la superficie del agujero. Por ello, esta operación requiere menos potencia que otros sistemas, lo que permite realizar agujeros pasantes más fácilmente.
La herramienta de corte puede ser una broca trepanadora o una broca de expansión. La broca trepanadora puede tener uno o varios filos de corte y puede ser enteriza o montarse con un portaherramientas y plaquitas u hojas dentadas intercambiables. La broca de expansión tiene un brazo radial con una cuchilla desplazable que se monta sobre un gorrón que gira con el husillo de la máquina.
Son habituales en este tipo de operación diámetros comprendidos entre los 40 y los 250 mm y profundidades de hasta 10 veces el diámetro practicado, aunque son posibles otras dimensiones, llegando incluso hasta profundidades 100 veces superiores al diámetro en el llamado trepanado de cañón, en el cual se utiliza una herramienta similar a una broca de cañón.